# Stanisław Has
Stanisław Has (ur. 27 marca 1914 w Krakowie, zm. 20 maja 1997 w Lublinie) – polski kompozytor i dyrygent (z wykształcenia – prawnik).

## Życiorys
Urodził się w Krakowie. Muzyka była jego pasją: początkowo pobierał prywatne lekcje, później kontynuował naukę (teorię muzyki) w Konserwatorium Towarzystwa Muzycznego w Krakowie. W 1937 rozpoczął równoczesne studia prawnicze na Uniwersytecie Jagiellońskim. Wśród jego pierwszych muzycznych nauczycieli byli Feliks Nowowiejski i Zdzisław Jachimecki, u których uczył się prywatnie podczas okupacji niemieckiej. Po zakończeniu II wojny Has pogłębiał swoją wiedzę w obu kierunkach: muzycznym – studiując w Państwowej Wyższej Szkole Muzycznej oraz prawniczym – w 1945 obronił pracę magisterską na UJ.
Od 1946 kierował Krakowskim Chórem Akademickim UJ (do jego rozwiązania przez władze w 1950), studiując jednocześnie dyrygenturę w latach 1947 - 1952; najpierw jako uczeń Waleriana Bierdiajewa, a potem Artura Malawskiego, pod kierownictwem którego w latach 1951 - 1955 studiował dodatkowo komponowanie. Od początku związany z krakowskimi instytucjami muzycznymi został w 1950 dyrygentem Orkiestry Polskiego Radia i Telewizji w Krakowie. W 1961 ponownie objął dyrygenturę Chóru Akademickiego UJ, który prowadził aż do 1978.  Na początku lat 60. XX w. kierował również orkiestrą wówczas Miejskiego Teatru Muzycznego w Krakowie (obecnie Opery Krakowskiej). Dyrygował też zespołami muzycznymi nagrywając muzykę dla potrzeb polskich filmów fabularnych: Dwaj panowie N (1961) i Złoto (1961) oraz dokumentalnego Stanisław Wyspiański (1970). Utwory nagrane przez orkiestry pod kierownictwem Hasa słychać także w filmach Dzień kolibra i Boża podszewka.
Był autorem wielu kompozycji, wśród nich były utwory orkiestrowe („Uwertura komiczna”), bajka baletowa („Zaczarowane pantofelki”), utwory kameralne, fortepianowe, ale także pieśni (np. na chór męski: „Fijołeczek”, „Wieczór cichy”) i piosenki. W 1959 za utwór „W mieście snów, walców i bzów” przyznano mu III nagrodę na Festiwalu Młodzieżowym w Wiedniu.

## Dyskografia
- LP Polskie Nagrania (L 0008): Maria Kunińska, Włodzimierz Kotarba, Krakowska Orkiestra i Chór PR w Krakowie pod dyr. Stanisława Hasa – Piotr Perkowski „Suita weselna”
- 2004 2CD Polskie Radio: Johann Strauss: „Król walca” i „Cesarski walc” (różni wykonawcy, m.in. Orkiestra Polskiego Radia w Krakowie pod dyr. Stanisława Hasa - „Wiedeńska krew”, „Indygo”, „Wiedeńska krew” – uwertura).
- 2005 3CD Polskie Radio: Zaczarowany świat operetki (różni wykonawcy, m.in. Orkiestra Polskiego Radia w Krakowie pod dyr. Stanisława Hasa - J. Strauss „Indygo - Intermezzo”)